# 연화사 (청주시)
연화사(蓮華寺)는 충청북도 청주시에 있는 한국불교태고종 소속의 사찰이다.
청주시 흥덕구 비하동의 부모산 정상 부근에 있다. 청주의 주산인 우암산이 멀리 보인다. 산도 그리 높지 않고 사찰은 아담한 규모이다.
연화사의 연원은 고려 시대에 지어진 것으로 전해지는 오래된 절인 연월사에서 찾을 수 있다. 연월사는 임진왜란 중에 폐쇄되어 폐허가 되었다. 부모산에는 임진왜란 때 의병장의 목숨을 구했다는 모유정이라는 우물의 흔적이 있는 등 임진왜란에 관련된 전설이 남아 있다.
일제강점기인 1928년에 김청암이 재창건한 뒤 연화사라는 이름을 붙였다. 김청암은 후에 금강산 유점사 주지를 지냈다. 절의 이름이 연화사가 된 것은 김청암이 불사를 앞두고 절터에 연꽃이 만발한 꿈을 꾸었기 때문이라는 일화가 있다.
본래 김청암이 세운 연화사는 현재의 절터보다 약간 아랫쪽에 위치해 있다가 1964년에 김청암의 아들이자 연화사 주지인 보안이 중창하여 지금의 위치로 이동되었다. 현재의 건물은 2004년에 다시 세운 건물이다. 2004년에 지은 대웅전을 비롯하여 석조미륵불, 불화 등 연화사 경내의 불교 미술품은 모두 1980년대 이후 조성된 것이다.

## 같이 보기
- 부모산

## 참고자료
- “부모의 은혜로 중생번뇌를 감싼 도량 연화사”. 전통사찰관광종합정보. 2008년 6월 7일에 확인함.
- 혜철 (2008년 6월 2일). “부모의 마음과도 닮은 연화사, 태고종 원로의원 보안 큰스님”. 한국불교신문. 2008년 6월 7일에 확인함.[깨진 링크(과거 내용 찾기)]